# Onthophagus baykanus
Onthophagus baykanus är en skalbaggsart som beskrevs av Kabakov 1994. Onthophagus baykanus ingår i släktet Onthophagus och familjen bladhorningar. Inga underarter finns listade i Catalogue of Life.